# Roderick Weusthof

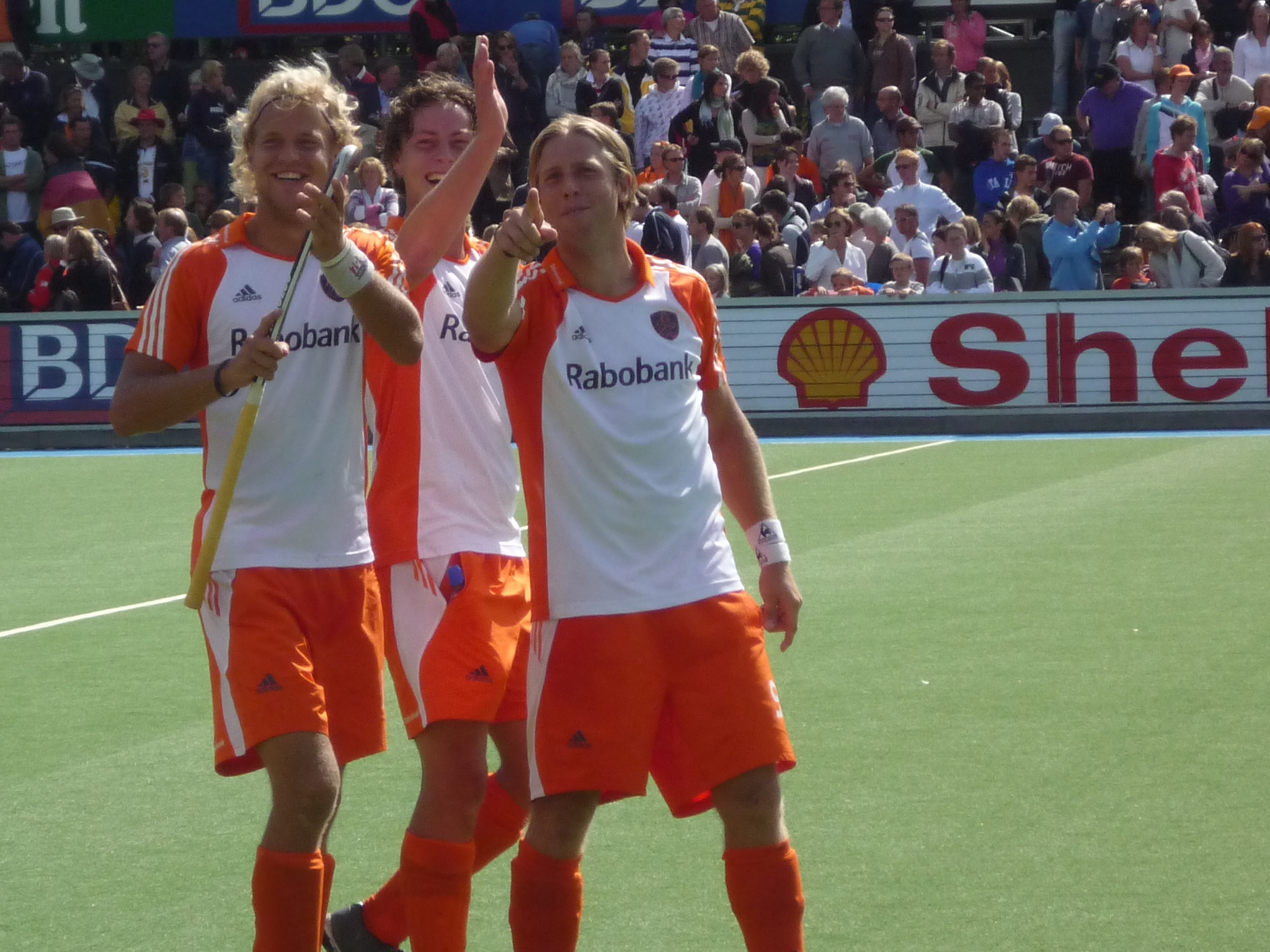
Roderick Weusthof (rechts) bei der Europameisterschaft 2009

Roderick Camiel Weusthof (* 18. Mai 1982 in Nijmegen) ist ein ehemaliger niederländischer Hockeyspieler, der bei den Olympischen Spielen 2012 die Silbermedaille gewann. Er war mit der niederländischen Nationalmannschaft Europameister 2007, Europameisterschaftszweiter 2005 und 2011 und Europameisterschaftsdritter 2009.

## Sportliche Karriere
Der 1,83 m große Roderick Weusthof spielte von 2004 bis 2012 in der Nationalmannschaft. In 153 Länderspielen erzielte der Stürmer 79 Tore Seine erste internationale Medaille gewann er bei der Europameisterschaft 2005, als die Niederländer im Finale mit 2:4 gegen die spanische Mannschaft unterlagen. Bei der Weltmeisterschaft 2006 belegte er mit der niederländischen Mannschaft den siebten Platz. Im Jahr darauf bei der Europameisterschaft 2007 in Manchester gewannen die Niederländer ihre Vorrundengruppe. Im Halbfinale besiegten sie die belgische Mannschaft mit 7:2, das Finale gewannen die Niederländer mit 3:2 gegen die Spanier. 2008 bei den Olympischen Spielen in Peking gewannen die Niederländer ihre Vorrundengruppe vor den Australiern. Nach einer 2:3-Halbfinalniederlage gegen die Spanier unterlagen die Niederländer im Spiel um Bronze den Australiern mit 2:6.
2009 bei der Europameisterschaft in Amstelveen unterlagen die Niederländer im Halbfinale den englischen Herren nach Verlängerung. Im Kampf um Bronze besiegten sie die Spanier mit 6:1. Zwei Jahre später erreichten die Niederländer das Finale bei der Europameisterschaft 2011, unterlagen dann aber der deutschen Mannschaft mit 2:4. Bei den Olympischen Spielen 2012 in London gewannen die Niederländer ihre Vorrundengruppe vor der deutschen Mannschaft, die sie im Vorrundenspiel mit 3:1 bezwangen. Im Halbfinale besiegten sie die Briten mit 9:2. Im Finale trafen die Niederländer wieder auf die deutschen Herren und unterlagen diesmal mit 1:2. Weusthof erzielte im Turnierverlauf sechs Treffer, darunter drei im Halbfinale.
Roderick Weusthof begann in der Jugend beim NMHC Nijmegen. In der Hoofdklasse spielte er beim SV Kampong, beim Stichtse Cricket en Hockey Club, beim HC Rotterdam und zuletzt wieder beim SV Kampong. Weusthof erzielte in der Hoofdklasse 345 Treffer und überholte Floris Jan Bovelander als Rekordtorschütze.